# Sokolski pokret
Sokol je organizacija koja je bila ustrojena radi promicanja tjelovježbe i širenja nacionalne svijesti među slavenskim narodima.

## Povijest
Sokol su u Pragu 1862. godine osnovali Miroslav Tyrš i Jindřich Fügner. Njihova ideja o sokolstvu proširila se ubrzo na sva južnoslavenska područja. Pokret je bio namijenjen prvenstveno Slavenima unutar Habsburške Monarhije, ali su članovi sokola bili i pripadnici raznih neslavenskih naroda.
Pokret je inspiraciju pronašao u obrazovanju i tjelovježbi sportaša i ratnika u antičkoj Grčkoj i u njemačkom nacionalističkom gimnastičkom društvu Turnverein koji je 1811. godine osnovao Friedrich Ludwig Jahn. 
Pokret je inspiraciju pronašao u obrazovanju i tjelovježbi sportaša i ratnika u antičkoj Grčkoj i u njemačkom nacionalističkom gimnastičkom društvu Turnverein koji je 1811. godine osnovao Friedrich Ludwig Jahn. Sokol se iz Češke proširio svim slavenskim zemljama.

### U Hrvatskoj
U Hrvata Sokol se prvo javlja u Zagrebu gdje je 27. prosinca 1874. osnovan Hrvatski sokol nakon što je hrvatski ban Ivan Mažuranić uveo obveznu tjelovježbu u škole. Gombanje kako su tada zvali gimnastiku provodio je učitelj tjelovježbe Friedrich Miroslav Singer. Nakon gradnje Sokolskog doma 1883. gimnastički i borilački športovi doživili su pravi procvat. Franjo Bučar, znameniti učitelj tjelesnog odgoja naučio je sokolaše brojnim športovima. 
Hrvatska sokolska društva se potom osnivaju i šire u drugim gradovima u Hrvatskoj i Bosni i Hercegovini i izvan nje (poput Trsta). Od 1896. godine do Prvog svjetskog rata u Bosni i Hercegovini su osnovana 24 društva pod nazivom Hrvatski sokol udužena u krovnu organizaciju Tvrtkova sokolska župa za Bosnu i Viševićeva sokolska župa za Hercegovinu. 
U Sušaku je 1904. godine osnovan Savez hrvatskih sokolskih društava, koji poslije djeluje pod imenom Hrvatski sokolski savez. U Zagrebu je 1906. održan prvi Svesokolski slet na kojem su se okupili sokolaši iz cijele Hrvatske. Od 1907. godine Hrvatski je sokolski savez članom Međunarodne gimnastičke federacije (FIG).
Hrvatski sokolski savez je donio 1907. godine odluku kako se društva trebaju podijeliti u sokolske župe, koje su dobijale imena po povijesnim ličnostima ili zaslužnim sokolašima.
Na prvom Jugoslavenskom sokolskom saboru održanom 28. lipnja 1919. godine u Novom Sadu došlo je do spajanja hrvatskih, srpskih i slovenskih sokolskih društava u Sokolski savez Srba, Hrvata i Slovenaca koji je imao sjedište u Ljubljani.
U Maksimirskom perivoju 15. kolovoza 1925. je u povodu tisućite godišnjice Hrvatskog kraljevstva podignut spomen humak. Tih dana se održavao Treći svesokolski slet u Zagrebu pa su Hrvatski sokoli i Braća hrvatskog zmaja zemljanom mogilom obilježili stoljeća hrvatske državnosti. Uz fanfare i budnice na taj je jedinstven spomen istreseno 155 vrećica zemlje iz svih krajeva gdje žive Hrvati. Svečanosti je prisustvovao i vođa hrvatskog naroda Stjepan Radić okružen masom ljudi koji su se okupili tom prigodom. Na humak je trebao biti postavljen brončani kip sokola autora Ive Kerdića koji nije postavljen jer su ga u kiparovom ateljeu razbili srpski žandari. Kip hrvatskog sokola ipak je postavljen u slobodnoj Hrvatskoj na poticaj novoobnovljene Družbe hrvatskog zmaja. Kipar Mladen Mikulin izradio je novu skulpturu, a postavila ju je Hrvatska vojska 1996. godine na Dan Oružanih snaga. Ministar obrane Gojko Šušak primio je iz ruku velikog meštra zmajskog reda Jurja Kolarića 156. grumen zemlje koji je prilikom prve posjete Hrvatskoj blagoslovio papa Ivan Pavao II. 1994. godine. Zatim ga je uz pjesmu Vivat Croatia položio u mogilu. Nakon toga je na vrh postavljen kip Hrvatskog sokola.
Hrvatski je sokolski savez djelovao do uvođenja Šestosiječanjske diktature i zabrane nacionalnih imena 1929. nakon čega je Hrvatski sokolski savez na izvanrednoj skupštini sam raspustio sva svoja društva ne želeći postati bio novoosnovanog Jugoslavenskog sokola. Posljednji put sokolaši su svoju uniformu obukli na pogrebu Stjepana Radića na kojem se okupilo preko 200.000 ljudi gdje su sudjelovali u službenoj povorci. Nakon zabrane sokolaši su probali djelovati pod imenom Sokol, ali su im zabranjena sudjelovanja na natjecanjima.
Nakon osnutka Banovine Hrvatske očekivao se ponovni ustroj Hrvatskog sokola, ali je odlučeno da se osnuje nova tjelovježbena organizacija koja bi ogovarala „duhu hrvatskog naroda i današnjim prilikama” te je tjelovježba povjerena organizaciji Hrvatski Junak. Dana 9. rujna 1939. godine odobrena je odluka o osnutku Omladinskog športskog i uzgojnog društva Hrvatski Junak kao hrvatskoj inačici sokolskog pokreta.
Nakon Drugog svjetskog rata, koji je u potpunosti ugušio djelovanje Društva zbog konfiskacije dvorane, 1948. godine u Zagrebu dio nekadašnjih sokolskih prednjaka i aktivnih vježbača uređuje devastiranu dvoranu te društvo koje sokolsku ideju nikada nije napustilo nastavlja djelovanje u Sokolskom domu, pod imenom Gimnastičko društvo I. rajona, kasnije i drugim imenima, sve do 1993. kada je u slobodnoj Hrvatskoj vraćeno izvorno ime Z.T.D. "Hrvatski sokol".
U Zagrebu je izlazio časopis Hrvatski sokol koji je pratio djelovanje hrvatskih sokolskih društava. Blagajnik Sokola bio je Zvonimir Tkalčić.[nedostaje izvor] Koračnice za hrvatska sokolska društva pisali su poznati hrvatski skladatelji poput Ivana Cukona i Matka Brajše Rašana.

### Članci
- Ambroš, Davor. 2021. Hrvatski sokol u Daruvaru (1906.-1929.). Zbornik Janković. Ogranak Matice hrvatske u Daruvaru. Daruvar. 5 (5–6): 93–111